# Radgoszcz (Powiat Dąbrowski)
Radgoszcz ist ein Dorf im Powiat Dąbrowski der Woiwodschaft Kleinpolen in Polen. Es ist Sitz der gleichnamigen Landgemeinde mit 6084 Einwohnern (Stand 31. Dezember 2020).
Radgoszcz hat drei Schulzenämter und die Ortsteile Czarkówka, Górki, Grochowiska, Krzywda, Lisiaki, Łęg, Narożniki, Podlesie, Podmałec, Poręby, Trzydniaki, Zarzecze Duże und Zarzecze Małe.

## Persönlichkeiten
Robert Biel (* 1965 in Radgoszcz), römisch-katholischer Priester, Pastoraltheologe, Hochschullehrer und Autor

## Gemeinde
Zur Landgemeinde (gmina wiejska) Radgoszcz gehören das Dorf selbst und vier weitere Dörfer mit insgesamt sieben Schulzenämtern.